# Маляренко, Виталий Андреевич
Виталий Андреевич Маляренко (род. 13 июля 1941 года, Москва) — украинский учёный, специалист в области технической теплофизики зданий и сооружений, промышленной теплоэнергетики, возобновляемой энергетики, энергоснабжения и энергосбережения, энергетического менеджмента и экологии, старший научный сотрудник, ведущий научный сотрудник, заведующий лабораторией теплопереноса в энергоустановках Института проблем машиностроения им. А. Н. Подгорного НАН Украины (1972—1988 гг.), доктор технических наук (1986 г.), профессор Харьковского института коммунального строительства (в данное время — Харьковский национальный университет городского хозяйства имени А. Н. Бекетова) (1987—1994 гг.), профессор (1989 г.), академик Инженерной академии Украины (1993 г.), академик Академии наук Высшей школы Украины (1998 г.), лауреат премии І степени Национального технического университета Украины Киевского политехнического института (2006 г.), заведующий кафедрой электроснабжения городов ХНУГХ им. А. Н. Бекетова (2010—2015 гг.), лауреат Государственной премии Украины в области науки и техники (2012 г.), заслуженный деятель науки и техники Украины (2009 г.), профессор кафедры систем электроснабжения и электропотребления городов ХНУГХ им. А. Н. Бекетова (с сентября 2015 г.), научный руководитель Центра энергосберегающих технологий академического научно-образовательного комплекса (АНОК) «Ресурс» (2004 г.), почётный профессор Центрально-европейского университета «SEVS» в г. Скалица (Словакия) (2013 г.).

## Биография
Родился Виталий Андреевич 13 июля 1941 года в Москве, СССР, в семье кадрового офицера. Вместе с родителями объехал многие военные гарнизоны, сменил не одну школу. Школьное обучение закончил в Харькове. Отец — Маляренко Андрей Романович (1911—1986 гг.), кадровый военный, участник Второй мировой войны. Мать — Маляренко (Воробьёва) Анна Павловна (1920—1988 гг.), до войны работала в Центральном аэрогидродинамическом институте (ЦАГИ).
1958—1963 гг. — студент энергомашиностроительного факультета Харьковского политехнического института (в настоящее время — Национальный технический университет «Харьковский политехнический институт» (НТУ «ХПИ»)).
1963—1970 гг. — инженер, старший инженер кафедры турбиностроения НТУ «ХПИ».
1967—1970 гг. — аспирант кафедры турбиностроения НТУ «ХПИ».
1970 г. — защищает диссертацию на соискание научной степени кандидата технических наук. Тема диссертации: «Исследование теплового состояния корпусов паровых турбин большой мощности с использованием аналоговых математических машин», научный руководитель д. т. н., профессор Я. И. Шнэе.
1970 г. — присвоено учёное звание кандидата технических наук.
1970—1971 гг. — младший научный сотрудник лаборатории турбиностроения НТУ «ХПИ».
1971—1972 гг. — старший научный сотрудник, руководитель лаборатории «Погружного горения» Украинского научно-исследовательского и конструкторского института химического машиностроения.
1972—1988 гг. — старший научный сотрудник, ведущий научный сотрудник, заведующий лабораторией теплопереноса в энергоустановках Института проблем машиностроения им. А. Н. Подгорного НАН Украины.
1975 г. — присвоено учёное звания старшего научного сотрудника по специальности «Парогенераторостроение и парогазотурбостроение».
1986 г. — защищает диссертацию на соискание научной степени доктора технических наук. Тема диссертации: «Моделирование и идентификация процессов теплопереноса в энергетических установках и оборудовании».
1987 г. — присвоено учёное звание доктора технических наук.
1987—1994 гг. — профессор Харьковского института коммунального строительства (в настоящее время — Харьковский национальный университет городского хозяйства имени А. Н. Бекетова) по совместительству.
1988—1994 гг. — директор Специального конструкторско-технологического бюро ИПМаш им. А. Н. Подгорного НАН Украины.
1989 г. — присвоено учёное звание профессора кафедры теплохладоснабжения.
1993 г. — избран академиком Инженерной академии наук Украины.
1994—2010 гг. — профессор ХНУГХ им. А. Н. Бекетова.
1998 г. — избран академиком Академии наук Высшего образования Украины.
2004—2015 гг. — научный руководитель центра энергосберегающих технологий Академического научно-образовательного комплекса (АНОК) «Ресурс».
2006 г. — присвоен Диплом лауреата І степени премии НТУУ «КПИ» «Лучший учебник года Украины» за учебники: «Энергетические установки и окружающая среда», «Теплоенергетичні установки та екологічні аспекти виробництва енергії».
2009 г. — за весомый личный вклад в развитие отечественной науки, создание национальных научных школ, укрепление научно-технического потенциала Украины присвоено почётное звание «Заслуженный деятель науки и техники Украины».
2010—2015 гг. — заведующий кафедрой электроснабжения городов ХНУГХ им. А. Н. Бекетова.
2012 г. — за цикл учебников «Енергетика. Довкілля. Енергозбереження» присвоена Государственная премия Украины в области науки и техники.
2013 г. — профессор Центрально-европейского университета «SEVS» в
Скалице, Словакия.
С сентября 2015 г. — профессор кафедры систем электроснабжения и электропотребления городов ХНУГХ им. А. Н. Бекетова.

## Научно-техническая и педагогическая деятельность
После окончания в 1963 году Харьковского политехнического института по специальности «Паровые и газовые турбины» В. А. Маляренко остался на кафедре турбиностроения. В 1967 г. поступил в аспирантуру, в 1970 г. защитил кандидатскую диссертацию, посвящённую совершенствованию пусковых режимов мощных паровых турбин.
С 1972 по 1994 гг. В. А. Маляренко работал в Институте проблем машиностроения им. А. Н. Подгорного НАН Украины, в создании и становлении которого принимал активное участие на должностях старшего и ведущего научного сотрудника, заведующего лабораторией, директора Специального конструкторско-технологического бюро.
В те годы Виталию Андреевичу повезло работать рядом с такими известными на Украине и за её пределами учёными, как: академики НАН Украины Л. А. Шубенко-Шубин, А. Н. Подгорный, В. Л. Рвачёв, Ю. М. Мацевитый. Это способствовало его формированию как талантливого учёного и руководителя, которому присущи широкий спектр решаемых задач и научных исследований, доведение их результатов до инженерных методик и практического использования.
Научная деятельность данного периода связана с развитием теории прямых и обратных задач теплопроводности, методов и способов физического и математического моделирования процессов теплопереноса в энергоустановках. В качестве объектов исследования рассматривались паровые турбины, тепловые установки и двигатели, элементы теплоэнергетического оборудования различного назначения. Особое внимание в работах В. А. Маляренко уделяется повышению маневренности и надёжности базовых турбоагрегатов ТЭС и АЭС в переходных режимах, разработке графиков пуска из разного состояния, исследованию возможностей использования мощных конденсационных турбин для теплофикационных целей и внедрению полученных рекомендаций вместе с заводом-изготовителем «Турбоатом» на электростанциях. Был также поставлен и решён ряд задач, связанных с интенсификацией теплотехнических параметров в доменных воздухонагревателях, оптимизацией и стабилизацией температурных режимов в некоторых специальных объектах. Основные результаты этих исследований отражены в монографиях: «Моделирование теплового состояния элементов турбомашин», «Теплообмен и газодинамика в камерах отбора паровых турбин», обобщены и защищены в докторской диссертации «Моделирование и идентификация процессов теплопереноса в энергетических установках и оборудовании» (1986 г.). Результаты выполненных В. А. Маляренко (лично и совместно с коллективом отдела тепловых и механических процессов ИПМаш НАН УССР) исследований нашли практическое применение на предприятиях разных министерств и ведомств. Главные из них: на «Турбоатом» — при проектировании и разработке оптимальных пусковых графиков, повышении маневренности, надёжности и экономичности паровых турбин ТЭС типа К-300, К-500-240 и АЭС типа К-750-65/3000; при повышении расхода пара в нерегулируемые отборы паровых турбин типа К-300-240 Зеєвской ГРЭС; решении вопросов использования конденсационных турбин АЭС типа К-750-65/3000 и К-1000-60/1500 для теплофикационных целей; на Невинномысской, Рефтинской и Змиевской ГРЭС — при автоматизации контроля прогибов корпусов турбин К-160-130, К-500-240, К-300-240; в НПО «Энергосталь» — при разработке инженерной методики расчёта тепловых нагрузок на элементы клапанов горячего дутья ветронагревателей доменных печей с целью повышения срока службы и повышения параметров дутья.
Важный этап трудовой биографии В. А. Маляренко — работа директором СКТБ ИП Маш НАН Украины с 1988 по 1994 гг. В этот период он осуществляет руководство такими важными разработками как: создание систем охлаждения и термостабилизации электрофизического оборудования, технологического оборудования ускорительно-накопительного комплекса (для физико-технических институтов и предприятий г. Харькова, Сухуми, Новосибирска), разработка и изготовление пространственных крупногабаритных конструкций-носителей солнечных батарей космических станций (совместно с академиком НАН Украины А. Н. Подгорным). Последняя разработка нашла практическое применение в НПО «Энергия» (г. Москва), прошла испытания в космосе на станции «Мир» и в дальнейшем была принята к применению в совместном российско-американском проекте.

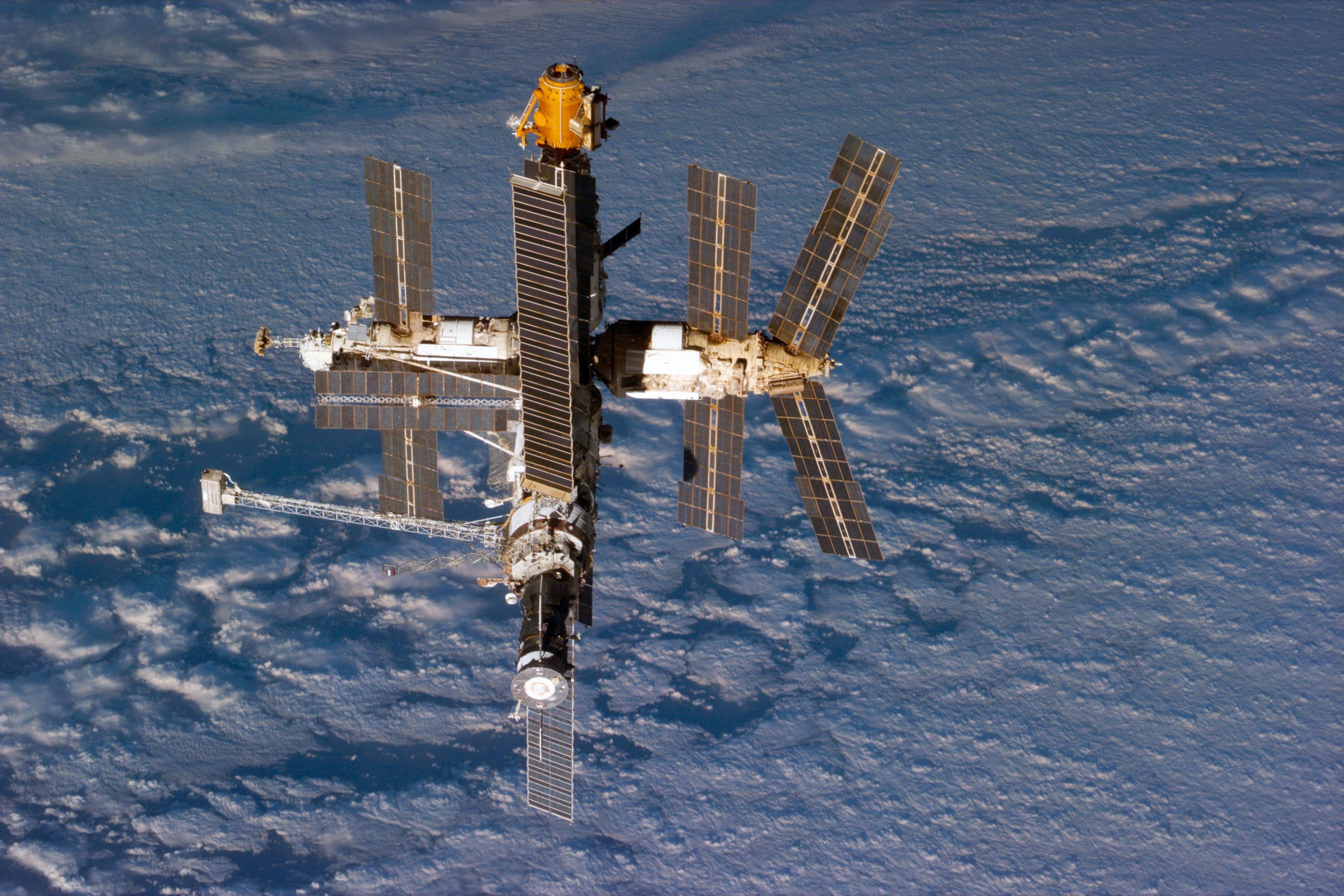
Станция «Мир»

В. А. Маляренко был инициатором разработки теоретических основ и норм проектирования «чистых» производственных помещений для медико-биологического производства предприятий медицинской и микробиологической промышленности Украины. Под его руководством в СКТБ ИП Маш НАН Украины совместно с Гидроприбором (г. Киев) был разработан ряд проектов для предприятий Медбиопрома Украины, созданы типовые модульные решения, отвечающие европейским стандартам и требованиям. При этом особое внимание было уделено исследованию материалов для конструктивных элементов, средств и установок вентиляции и кондиционирования, исходя, в первую очередь, из возможностей украинских предприятий и практического отсутствия на Украине необходимой нормативной базы.
Большое внимание также уделяется вопросам энергосбережения и экологии в энергетике и строительстве. С этой целью под научным руководством В. А. Маляренко проведены исследования в следующих направлениях: разработка технологических линий и оборудования для очистки сточных вод; исследование брызгальных систем охлаждения ТЭС и АЭС в природных и искусственных климатических условиях; сжигание низкосортных топлив в псевдоразреженном слое, огневое обезвреживание осадков сточных вод, бытовых и промышленных отходов; изучение возможностей и теплотехнических аспектов использования СВЧ-нагрева нефтепродуктов высокой вязкости; совершенствование методики расчёта ограждающих конструкций жилых зданий с учётом нестационарности процессов тепломассообмена и изменений теплофизических характеристик. Полученные при этом результаты научных исследований и опытно-конструкторских разработок были отражены во многих публикациях в разных изданиях, освещались в докладах на многих международных, всесоюзных и республиканских конференциях, научно-технических советах и симпозиумах на Украине и за её пределами.
В 1987 году В. А. Маляренко как известный высококвалифицированный специалист был приглашен на преподавательскую работу в Харьковский институт инженеров коммунального строительства (Харьковский национальный университет городского хозяйства имени А. Н. Бекетова), где он работает сначала на условиях штатного совместительства.
В 1994 году он переходит в Харьковскую государственную академию городского хозяйства (ХНУГХ им. А. Н. Бекетова) на постоянную работу последовательно: профессором кафедр теплохладоснабжения и электроснабжения, с 2010 по 2015 гг. — заведующим кафедры электроснабжения городов, а с сентября 2015 г. по настоящее время — профессором кафедры систем электроснабжения и электропотребления городов.
Большую научно-исследовательскую и опытно-конструкторскую работу
В. А. Маляренко на протяжении многих лет успешно совмещает с учебно-педагогической деятельностью, принимает активное участие в подготовке научных кадров высшей квалификации.
С 1981 г. по 1994 г. он — учёный секретарь специализированного совета в ИП Маш НАН Украины по защите кандидатских (К.016.22.01), а с 1985 г. — докторских диссертаций (Д.016.22.01), специальности «Теоретическая теплотехника» и «Промышленная теплоэнергетика». На сегодняшний день является членом докторских специализированных советов: при ИП Маш НАН Украины (специальности «Техническая теплофизика и промышленная теплоэнергетика», «Турбомашины и турбоустановки») и ХНУГХ им. А. Н. Бекетова (специальность «Светотехника и источники света»). Также на протяжении многих лет входил в состав специализированного учёного совета при НТУ «ХПИ» (специальность «Турбомашины и турбоустановки»). Осуществил подготовку девяти кандидатов наук.
С 1987 г. В. А. Маляренко как штатный профессор кафедры теплохладоснабжения Харьковского института инженеров коммунального строительства читал лекции, руководил курсовым и дипломным проектированием, подготовкой бакалавров, магистров и аспирантов. Им разработаны учебные планы, курсы лекций и учебные пособия для таких базовых дисциплин как: «Общая энергетика», «Теплотехника», «Прикладная механика жидкостей и газов», «Теплоэнергетические установки», «Энергоснабжение городов», «Теплотехника, теплогазоснабжение и вентиляция», которые изучают студенты факультетов городского строительства, электроснабжения и энергосбережения, экономики и менеджмента.
Большое внимание уделяет вопросам, наиболее актуальным для Украины как с точки зрения подготовки будущих специалистов, так и возможности их практической реализации. В соответствии с программами ТАСІS под эгидой Великобритании в качестве эксперта по теплотехническим вопросам принимал участие в создании Харьковского центра энергоменеджеров. Для этого проходил соответствующую подготовку в институте энергосбережения и энергоаудита под руководством специалистов международной консалтинговой компании NIFS (Англия). Полученные при этом знания и практический опыт были использованы им при написании учебных программ и учебников направления «Энергетика, энергосбережение, окружающая среда», которые впоследствии были удостоены Государственной премии Украины в области науки и техники.
Научный интерес и практическое значение имеют исследования, выполненные В. А. Маляренко за последние годы. Они охватывают широкий круг проблем энергетики, анализа состояния и повышения эффективности энергоустановок и теплоэнергетического оборудования, возобновляемой энергии, а также дальнейшего развития теоретических основ теплофизики зданий и энергосбережения, создания современной концепции развития жилищно-коммунального хозяйства. Особое внимание уделяется инженерной экологии городов, изучению энергетических аспектов экологии и влияния энергетики на окружающую среду. В. А. Маляренко выступает за разумное сочетание систем централизованного и автономного энергоснабжения, обосновывает и пропагандирует использование нетрадиционных источников энергии и когенерации, необходимость создания экономических условий и принятия соответствующих законодательных решений. Этому способствует сочетание научной работы и педагогической деятельности с учётом требований Болонского процесса. Преподаёт бакалаврам и магистрам дисциплины: «Техническая термодинамика и тепломассообмен», «Энергоснабжение городов», «Энергетический менеджмент», «Энергетические установки и окружающая среда», «Технологии производства энергии».
В. А. Маляренко является автором и соавтором целого ряда учебников и учебных пособий для высших учебных заведений. Такие из них как: «Основи теплофізики будівель та енергозбереження», «Основи енерготехнологій промисловості», «Екологія міста», «Енергетичні установки. Загальний курс», «Теплоенергетичні установки та екологічні аспекти виробництва енергії», «Енергоефективність та енергоаудит» — хорошо известны и широко используются в учебном процессе многих вузов Украины.
По инициативе и под руководством профессора В. А. Маляренко, по сути, создана научная школа по направлениям: энергетика, окружающая среда, энергосбережение; энергоснабжение и техническая теплофизика ограждающих конструкций зданий и сооружений; системы и объекты коммунальной и малой энергетики; нетрадиционные и возобновляемые источники энергии; энергетика и экология. Выступает с инициативой создания и практической реализации новой парадигмы подготовки специалистов, владеющих системными знаниями и навыками комплексного оценивания экологических аспектов энергетики и энергетических аспектов экологии с учётом иерархии процессов и особенностей традиционной базовой и малой возобновляемой энергетики.
За весомый личный вклад в развитие отечественной науки, создание национальных научных школ, укрепление научно-технического потенциала Украины В. А. Маляренко присвоено почётное звание «Заслуженный деятель науки и техники Украины» (2009 г.).
За цикл учебников «Енергетика. Довкілля. Енергозбереження» присвоена Государственная премия Украины в области науки и техники (2012 г.).
За личные достижения в области науки, весомый вклад в решение научно-технических и социально-экономических проблем Украины В. А. Маляренко награждён премией и именной стипендией им. Г. Ф. Проскуры, а за успехи в подготовке молодых учёных — почётным дипломом Президиума НАН Украины.

## Общественная деятельность
Профессор В. А. Маляренко — член комитета Национальной Академии наук Украины по тепломассообмену, эксперт Украинского государственного Центра научно-технической и инновационной экспертизы, член научного Совета Минобразования Украины по направлению «Энергетика. Энергосбережение», член технического совета Департамента коммунального хозяйства Харьковского городского Совета, заместитель Председателя специализированного Учёного совета по защите докторских диссертаций по специальности «Светотехника и источники света». Является заместителем главного редактора общегосударственного журнала «Энергетика. Энергосбережение. Энергоаудит», членом редакционных коллегий государственных научно-технических изданий «Інтегровані технології та енергозбереження», «Комунальне господарство міст».
С 2004 года В. А. Маляренко — научный руководитель Центра энергосберегающих технологий Академического научно-образовательного комплекса «Ресурс», одной из главных задач которого является обобщение, анализ и экспертиза современных технологий энерго-, ресурсосбережения, создание соответствующих условий их внедрения в жизнь. Для популяризации этой проблематики по его инициативе начала издаваться серия «Науково-технічна освіта: енергетика, довкілля, енергозбереження», в рамках которой был опубликован ряд учебников и монографий.
За многолетнюю плодотворную работу по развитию энергетики и подготовке кадров В. А. Маляренко награждён почётным знаком «Изобретатель СССР» и медалью «Ветеран труда».

## Международная деятельность
Профессор В. А. Маляренко принимает активное участие в международной деятельности, в частности, в следующих проектах:
— Европейского сообщества TEMPUS-TACIS Joint European Project T JEP-10485-98 «Environment and Energy»: выполнялся Харьковской национальной академией городского хозяйства (сейчас — ХНУГХ им. А. Н. Бекетова) (Украина) совместно с политехническим университетом г. Вааса (Финляндия) и университетом Абертей г. Данди (Шотландия) (1998—2003 гг.).
— Фонда общественной дипломатии Министерства иностранных дел и по делам Содружества Великобритании на Украине — «Региональная кампания по энергоеффективности» (2007—2009 гг.).
— Между Харьковским регионом (Украина) и ассоциацией «ЭнергоРегион Нюрнберг» (Германия) в рамках содружества городов-побратимов «Харьков — Нюрнберг».
— В организации и проведении Партнёрской конференции «Вместе строим общеевропейский дом», Харьков, Киев, Дортмундт (2008—2009 гг.) Международного научно-образовательного центра (г. Дортмундт, Германия) для создания и реализации Программы поддержки Украины правительством Германии.
— Международного совета учёных (The International Council of Scientists) по программе «Global World Communicator Education and Sciencе».
— Почётный профессор Центрально-европейского университета (SEVS) в
г. Скалице (Словакия) (2013 г.).

## Публикации
Маляренко В. А. — автор и соавтор более 400 научных трудов, а именно:
- учебников — 8;
- учебных пособий — 21;
- учебно-методических изданий и конспектов лекций — 18;
- монографий — 9;
- более 300 научных статей и тезисов докладов;
- изобретений — 23.

Список опубликованных трудов профессора В. А. Маляренко см. в разделе "Ссылки.

## Досуг
С юных лет занимался спортом (гимнастика, волейбол). Увлекается литературой, особенно поэзией. Автор нескольких поэтических лирических сборников. Также одно из увлечений — автотуризм.